# Nekomimi

Wikipe-tan como uma nekomimi

Uma nekomimi (猫耳, lit. Orelhas de gato) ou catgirl é uma personagem feminina kemonomimi que exibe características de um gato, como orelhas, cauda ou alguma outra característica felina em um corpo humano. Nekomimi são encontradas em vários gêneros de ficção e, em particular, em animes e mangás japoneses.

## História
A menção mais antiga do termo nekomusume vem de um misemono de 1700, em que uma híbrida gato/mulher era exibida. Histórias de prostitutas bakeneko que mudaram de forma eram populares durante o período Edo. A popularidade do nekomusume continuou durante os períodos Edo e Shōwa, com muitos contos de híbridas gato/mulher aparecendo em obras como Ehon Sayoshigure (絵本小夜時雨) e Ansei zakki (安政雑記).
No trabalho de Kenji Miyazawa de 1924, Suisenzuki no Yokka (水仙月の四日, literalmente O 4º mês do Narciso) é o primeiro exemplo moderno de uma mulher com orelhas de gato. Em 1936, o nekomusume experimentou um renascimento em kamishibai. O primeiro anime envolvendo nekomimis, intitulado The King's Tail (Osama no Shippo), foi feito em 1949 por Mitsuyo Seo.[carece de fontes?] Na América, a personagem Mulher-Gato da DC Comics apareceu pela primeira vez em 1940, e a Mulher-Leopardo apareceu pela primeira vez em 1943.
Nekomimis se tornaram ainda mais populares na série de 1978 The Star of Cottonland. Na década de 1990, nekomimis eram comuns em animes e mangás japoneses. Desde então, nekomimis tem sido destaque em várias mídias em todo o mundo.

## Recepção
O filósofo japonês Hiroki Azuma afirmou que as características da nekomimi, como orelhas de gato e padrões de fala felina, são exemplos de elementos moe. Azuma argumentou que, embora alguma expressão sexual otaku envolva imagens de catgirl, poucos otaku têm consciência sexual para entender como tais imagens podem ser percebidas como pervertidas. Em uma crítica de 2010 à série de mangá Loveless, a escritora feminista T. A. Noonan argumentou que, na cultura japonesa, as características da nekomimi têm um papel semelhante ao da coelhinha da Playboy na cultura ocidental, servindo como uma fetichização da inocência juvenil.